# 76 Pułk Piechoty (LWP)
76 pułk piechoty (76 pp) – oddział piechoty ludowego Wojska Polskiego.

## Formowanie i zmiany organizacyjne
Pułk został sformowany w 1958, w garnizonie Gdańsk, w dzielnicy Wrzeszcz, w składzie 23 Dywizji Piechoty. Jednostka była organizowana na bazie 6 batalionu Obrony Wybrzeża i 17 batalionu szkolnego ze składu 5 Brygady Obrony Wybrzeża. Wiosną 1963 oddział został przeformowany w 76 pułk desantowy i włączony w skład 23 Dywizji Desantowej. Latem tego samego pułk został rozformowany. Zajmowane przez niego koszary zajął 93 pułk desantowy dyslokowany z Dziwnowa.